# Temporada 1985 de Fórmula 1
Resumen de la temporada 1985 de Fórmula 1 fue la 36.º edición del Campeonato Mundial de Fórmula 1 de la historia. Alain Prost ganó su primer campeonato de pilotos y McLaren-TAG obtuvo el de constructores. Hubo un total de 16 carreras a lo largo del año.

## Escuderías y pilotos
La siguiente tabla muestra los equipos para la temporada 1985 de Fórmula 1.
Al igual que en años anteriores, nuevamente se mantuvo el sistema de numeración adoptado en la temporada 1974, tomando como parámetros el par numérico "1-2" para el piloto campeón y su escudero, y los resultados del Campeonato de constructores 1973 para designar la numeración de los demás equipos.
Dado que el campeón 1984 Niki Lauda, pintó el "1" en el morro de su McLaren MP4/2, el equipo Marlboro McLaren International intercambió sus dorsales con el equipo Brabham, denominado en esta temporada como Motor Racing Developments. Este equipo volvió a utilizar el par numérico "7-8".
Con relación a la temporada anterior, se produjeron los debuts de las escuderías Minardi, Zakspeed y Haas.
| Escudería                      | Chasis     | Chasis     | Motor                                                       | Neu. | N.º | Pilotos            | Rondas      |
| ------------------------------ | ---------- | ---------- | ----------------------------------------------------------- | ---- | --- | ------------------ | ----------- |
| Marlboro McLaren International | McLaren    | MP4/2B     | TAG TTE PO1 1.5 V6t (Porsche)                               | G    | 1   | Niki Lauda         | 1-13, 15-16 |
| Marlboro McLaren International | McLaren    | MP4/2B     | TAG TTE PO1 1.5 V6t (Porsche)                               | G    | 1   | John Watson        | 14          |
| Marlboro McLaren International | McLaren    | MP4/2B     | TAG TTE PO1 1.5 V6t (Porsche)                               | G    | 2   | Alain Prost        | Todos       |
| Tyrrell Racing Organisation    | Tyrrell    | 012        | Ford Cosworth DFV 3.0 V8                                    | G    | 3   | Martin Brundle     | 1-6         |
| Tyrrell Racing Organisation    | Tyrrell    | 012        | Ford Cosworth DFV 3.0 V8                                    | G    | 4   | Stefan Johansson   | 1           |
| Tyrrell Racing Organisation    | Tyrrell    | 012        | Ford Cosworth DFV 3.0 V8                                    | G    | 4   | Stefan Bellof      | 2-8         |
| Tyrrell Racing Organisation    | Tyrrell    | 012        | Ford Cosworth DFV 3.0 V8                                    | G    | 4   | Martin Brundle     | 9-10        |
| Tyrrell Racing Organisation    | Tyrrell    | 014        | Renault Gordini EF4B V6t                                    | G    | 3   | Martin Brundle     | 7-8, 11-16  |
| Tyrrell Racing Organisation    | Tyrrell    | 014        | Renault Gordini EF4B V6t                                    | G    | 3   | Stefan Bellof      | 9-10        |
| Tyrrell Racing Organisation    | Tyrrell    | 014        | Renault Gordini EF4B V6t                                    | G    | 4   | Stefan Bellof      | 11          |
| Tyrrell Racing Organisation    | Tyrrell    | 014        | Renault Gordini EF4B V6t                                    | G    | 4   | Ivan Capelli       | 14, 16      |
| Tyrrell Racing Organisation    | Tyrrell    | 014        | Renault Gordini EF4B V6t                                    | G    | 4   | Philippe Streiff   | 15          |
| Canon Williams Honda Team      | Williams   | FW10       | Honda RA165E 1.5 V6t                                        | G    | 5   | Nigel Mansell      | Todos       |
| Canon Williams Honda Team      | Williams   | FW10       | Honda RA165E 1.5 V6t                                        | G    | 6   | Keke Rosberg       | Todos       |
| Motor Racing Developments      | Brabham    | BT54       | BMW BMW M12 1.5 L4t                                         | P    | 7   | Nelson Piquet      | Todos       |
| Motor Racing Developments      | Brabham    | BT54       | BMW BMW M12 1.5 L4t                                         | P    | 8   | François Hesnault  | 1-4         |
| Motor Racing Developments      | Brabham    | BT54       | BMW BMW M12 1.5 L4t                                         | P    | 8   | Marc Surer         | 5-16        |
| Skoal Bandit Formula 1 Team    | RAM        | 03         | Hart 415T 1.5 L4t                                           | P    | 9   | Manfred Winkelhock | 1-9         |
| Skoal Bandit Formula 1 Team    | RAM        | 03         | Hart 415T 1.5 L4t                                           | P    | 9   | Philippe Alliot    | 10-14       |
| Skoal Bandit Formula 1 Team    | RAM        | 03         | Hart 415T 1.5 L4t                                           | P    | 10  | Philippe Alliot    | 1-9         |
| Skoal Bandit Formula 1 Team    | RAM        | 03         | Hart 415T 1.5 L4t                                           | P    | 10  | Kenny Acheson      | 10-12       |
| John Player Special Team Lotus | Lotus      | 97T        | Renault EF15 1.5 V6t                                        | G    | 11  | Elio de Angelis    | Todos       |
| John Player Special Team Lotus | Lotus      | 97T        | Renault EF15 1.5 V6t                                        | G    | 12  | Ayrton Senna       | Todos       |
| Equipe Renault Elf             | Renault    | RE60 RE60B | Renault EF4B 1.5 V6t Renault EF15 1.5 V6t                   | G    | 14  | François Hesnault  | 9           |
| Equipe Renault Elf             | Renault    | RE60 RE60B | Renault EF4B 1.5 V6t Renault EF15 1.5 V6t                   | G    | 15  | Patrick Tambay     | 1-14, 16    |
| Equipe Renault Elf             | Renault    | RE60 RE60B | Renault EF4B 1.5 V6t Renault EF15 1.5 V6t                   | G    | 16  | Derek Warwick      | 1-14, 16    |
| Barclay Arrows BMW             | Arrows     | A8         | BMW BMW M12 1.5 L4t                                         | G    | 17  | Gerhard Berger     | Todos       |
| Barclay Arrows BMW             | Arrows     | A8         | BMW BMW M12 1.5 L4t                                         | G    | 18  | Thierry Boutsen    | Todos       |
| Toleman Group Motorsport       | Toleman    | TG185      | Hart 415T 1.5 L4t                                           | P    | 19  | Teo Fabi           | 4-16        |
| Toleman Group Motorsport       | Toleman    | TG185      | Hart 415T 1.5 L4t                                           | P    | 20  | Piercarlo Ghinzani | 10-16       |
| Spirit Enterprises Ltd         | Spirit     | 101D       | Hart 415T 1.5 L4t                                           | P    | 21  | Mauro Baldi        | 1-3         |
| Benetton Team Alfa Romeo       | Alfa Romeo | 184TB 185T | Alfa Romeo 890T 1.5 V8t                                     | G    | 22  | Riccardo Patrese   | Todos       |
| Benetton Team Alfa Romeo       | Alfa Romeo | 184TB 185T | Alfa Romeo 890T 1.5 V8t                                     | G    | 23  | Eddie Cheever      | Todos       |
| Osella Squadra Corse           | Osella     | FA1F       | Alfa Romeo 890T 1.5 V8t                                     | P    | 24  | Piercarlo Ghinzani | 1-8         |
| Osella Squadra Corse           | Osella     | FA1F       | Alfa Romeo 890T 1.5 V8t                                     | P    | 24  | Huub Rothengatter  | 9-16        |
| Ligier Ligier Gitanes          | Ligier     | JS25       | Renault EF4B 1.5 V6t                                        | P    | 25  | Andrea de Cesaris  | 1-11        |
| Ligier Ligier Gitanes          | Ligier     | JS25       | Renault EF4B 1.5 V6t                                        | P    | 25  | Philippe Streiff   | 12-14, 16   |
| Ligier Ligier Gitanes          | Ligier     | JS25       | Renault EF4B 1.5 V6t                                        | P    | 25  | Jacques Laffite    | 1-14, 16    |
| Scuderia Ferrari               | Ferrari    | 156/85     | Ferrari 031 1.5 V6t                                         | G    | 27  | Michele Alboreto   | Todos       |
| Scuderia Ferrari               | Ferrari    | 156/85     | Ferrari 031 1.5 V6t                                         | G    | 28  | René Arnoux        | 1           |
| Scuderia Ferrari               | Ferrari    | 156/85     | Ferrari 031 1.5 V6t                                         | G    | 28  | Stefan Johansson   | 2-16        |
| Minardi Team                   | Minardi    | M185       | Ford Cosworth DFV 3.0 V8 Motori Moderni Tipo 615-90 1.5 V6t | P    | 29  | Pierluigi Martini  | Todos       |
| West Zakspeed Racing           | Zakspeed   | 841        | Zakspeed 1500/4 1.5 L4t                                     | G    | 30  | Jonathan Palmer    | 2-4, 7-11   |
| West Zakspeed Racing           | Zakspeed   | 841        | Zakspeed 1500/4 1.5 L4t                                     | G    | 30  | Christian Danner   | 13-14       |
| Team Haas (USA) Ltd.           | Lola       | THL1       | Hart 415T 1.5 L4t                                           | G    | 33  | Alan Jones         | 12, 14-16   |

## Resultados
| Carrera                                    | Fecha            | Circuito          | Piloto ganador   | Constructor ganador | Resultados |
| ------------------------------------------ | ---------------- | ----------------- | ---------------- | ------------------- | ---------- |
| Gran Premio de Brasil                      | 7 de abril       | Jacarepaguá       | Alain Prost      | McLaren-TAG         | Resultados |
| Gran Premio de Portugal                    | 21 de abril      | Estoril           | Ayrton Senna     | Lotus-Renault       | Resultados |
| Gran Premio de San Marino                  | 5 de mayo        | Imola             | Elio de Angelis  | Lotus-Renault       | Resultados |
| Gran Premio de Mónaco                      | 19 de mayo       | Mónaco            | Alain Prost      | McLaren-TAG         | Resultados |
| Gran Premio de Canadá                      | 16 de junio      | Gilles Villeneuve | Michele Alboreto | Ferrari             | Resultados |
| Gran Premio del este de los Estados Unidos | 23 de junio      | Detroit           | Keke Rosberg     | Williams-Honda      | Resultados |
| Gran Premio de Francia                     | 7 de julio       | Paul Ricard       | Nelson Piquet    | Brabham-BMW         | Resultados |
| Gran Premio de Gran Bretaña                | 21 de julio      | Silverstone       | Alain Prost      | McLaren-TAG         | Resultados |
| Gran Premio de Alemania                    | 4 de agosto      | Nürburgring       | Michele Alboreto | Ferrari             | Resultados |
| Gran Premio de Austria                     | 18 de agosto     | Österreichring    | Alain Prost      | McLaren-TAG         | Resultados |
| Gran Premio de los Países Bajos            | 25 de agosto     | Zandvoort         | Niki Lauda       | McLaren-TAG         | Resultados |
| Gran Premio de Italia                      | 8 de septiembre  | Monza             | Alain Prost      | McLaren-TAG         | Resultados |
| Gran Premio de Bélgica                     | 15 de septiembre | Spa-Francorchamps | Ayrton Senna     | Lotus-Renault       | Resultados |
| Gran Premio de Europa                      | 6 de octubre     | Brands Hatch      | Nigel Mansell    | Williams-Honda      | Resultados |
| Gran Premio de Sudáfrica                   | 19 de octubre    | Kyalami           | Nigel Mansell    | Williams-Honda      | Resultados |
| Gran Premio de Australia                   | 3 de noviembre   | Adelaida          | Keke Rosberg     | Williams-Honda      | Resultados |

## Clasificaciones

### Sistema de puntuación
- Puntuaban los seis primeros de cada carrera.
- En el campeonato de pilotos, en la cuenta final solamente se contaron los 11 mejores resultados de 16 posibles.

| Posición | 1.º | 2.º | 3.º | 4.º | 5.º | 6.º |
| Puntos   | 9   | 6   | 4   | 3   | 2   | 1   |

### Campeonato de Pilotos
| Pos. | Piloto             | BRA | POR | SMR | MON | CAN | USE | FRA | GBR | GER | AUT | NED | ITA | BEL | EUR | RSA | AUS | Puntos  |
| ---- | ------------------ | --- | --- | --- | --- | --- | --- | --- | --- | --- | --- | --- | --- | --- | --- | --- | --- | ------- |
| 1    | Alain Prost        | 1   | Ret | DSQ | 1   | 3   | Ret | 3   | 1   | 2   | 1   | 2   | 1   | 3   | 4   | 3   | Ret | 73 (76) |
| 2    | Michele Alboreto   | 2   | 2   | Ret | 2   | 1   | 3   | Ret | 2   | 1   | 3   | 4   | 13† | Ret | Ret | Ret | Ret | 53      |
| 3    | Keke Rosberg       | Ret | Ret | Ret | 8   | 4   | 1   | 2   | Ret | 12† | Ret | Ret | Ret | 4   | 3   | 2   | 1   | 40      |
| 4    | Ayrton Senna       | Ret | 1   | 7†  | Ret | 16  | Ret | Ret | 10† | Ret | 2   | 3   | 3   | 1   | 2   | Ret | Ret | 38      |
| 5    | Elio de Angelis    | 3   | 4   | 1   | 3   | 5   | 5   | 5   | NC  | Ret | 5   | 5   | 6   | Ret | 5   | Ret | DSQ | 33      |
| 6    | Nigel Mansell      | Ret | 5   | 5   | 7   | 6   | Ret | DNS | Ret | 6   | Ret | 6   | 11† | 2   | 1   | 1   | Ret | 31      |
| 7    | Stefan Johansson   | 7   | 8   | 6†  | Ret | 2   | 2   | 4   | Ret | 9   | 4   | Ret | 5   | Ret | Ret | 4   | 5   | 26      |
| 8    | Nelson Piquet      | Ret | Ret | 8†  | Ret | Ret | 6   | 1   | 4   | Ret | Ret | 8   | 2   | 5   | Ret | Ret | Ret | 21      |
| 9    | Jacques Laffite    | 6   | Ret | Ret | 6   | 8   | 12  | Ret | 3   | 3   | Ret | Ret | Ret | 11† | Ret |     | 2   | 16      |
| 10   | Niki Lauda         | Ret | Ret | 4   | Ret | Ret | Ret | Ret | Ret | 5   | Ret | 1   | Ret | DNS |     | Ret | Ret | 14      |
| 11   | Thierry Boutsen    | 11  | Ret | 2   | 9   | 9   | 7   | 9   | Ret | 4   | 8   | Ret | 9   | 10  | 6   | 6   | Ret | 11      |
| 12   | Patrick Tambay     | 5   | 3   | 3   | Ret | 7   | Ret | 6   | Ret | Ret | 10† | Ret | 7   | Ret | 12  |     | Ret | 11      |
| 13   | Marc Surer         |     |     |     |     | 15  | 8   | 8   | 6   | Ret | 6   | 10† | 4   | 8   | 13† | Ret | Ret | 5       |
| 14   | Derek Warwick      | 10  | 7   | 10† | 5   | Ret | Ret | 7   | 5   | Ret | Ret | Ret | Ret | 6   | Ret |     | Ret | 5       |
| 15   | Philippe Streiff   |     |     |     |     |     |     |     |     |     |     |     | 10  | 9   | 8   | Ret | 3   | 4       |
| 16   | Stefan Bellof      |     | 6   | Ret | DNQ | 11  | 4   | 13  | 11  | 8   | 7†  | Ret |     |     |     |     |     | 4       |
| 17   | Andrea de Cesaris  | Ret | Ret | Ret | 4   | 14  | 10  | Ret | Ret | Ret | Ret | Ret |     |     |     |     |     | 3       |
| 18   | Ivan Capelli       |     |     |     |     |     |     |     |     |     |     |     |     |     | Ret |     | 4   | 3       |
| 19   | René Arnoux        | 4   |     |     |     |     |     |     |     |     |     |     |     |     |     |     |     | 3       |
| 20   | Gerhard Berger     | Ret | Ret | Ret | Ret | 13  | 11  | Ret | 8   | 7   | Ret | 9   | Ret | 7   | 10  | 5   | 6   | 3       |
| NC   | Martin Brundle     | 8   | Ret | 9†  | 10  | 12  | Ret | Ret | 7   | 10  | DNQ | 7   | 8   | 13  | Ret | 7   | Ret | 0       |
| NC   | Huub Rothengatter  |     |     |     |     |     |     |     |     | Ret | 9   | NC  | Ret | NC  | DNQ | Ret | 7   | 0       |
| NC   | John Watson        |     |     |     |     |     |     |     |     |     |     |     |     |     | 7   |     |     | 0       |
| NC   | Pierluigi Martini  | Ret | Ret | Ret | DNQ | Ret | Ret | Ret | Ret | 11† | Ret | Ret | Ret | 12  | Ret | Ret | 8   | 0       |
| NC   | Riccardo Patrese   | Ret | Ret | Ret | Ret | 10  | Ret | 11  | 9   | Ret | Ret | Ret | Ret | Ret | 9   | Ret | Ret | 0       |
| NC   | Eddie Cheever      | Ret | Ret | Ret | Ret | 17  | 9   | 10  | Ret | Ret | Ret | Ret | Ret | Ret | 11  | Ret | Ret | 0       |
| NC   | Piercarlo Ghinzani | 12  | 9   | NC  | DNQ | Ret | Ret | 15  | Ret |     | DNS | Ret | DNS | Ret | Ret | Ret | Ret | 0       |
| NC   | Philippe Alliot    | 9   | Ret | Ret | DNQ | Ret | Ret | Ret | Ret | Ret | Ret | Ret | Ret | Ret | Ret |     |     | 0       |
| NC   | Jonathan Palmer    |     | Ret | Ret | 11  |     |     | Ret | Ret | Ret | Ret | Ret |     |     |     |     |     | 0       |
| NC   | Manfred Winkelhock | 13  | NC  | Ret | DNQ | Ret | Ret | 12  | Ret | Ret |     |     |     |     |     |     |     | 0       |
| NC   | Teo Fabi           |     |     |     | Ret | Ret | Ret | 14† | Ret | Ret | Ret | Ret | 12  | Ret | Ret | Ret | Ret | 0       |
| NC   | François Hesnault  | Ret | Ret | Ret | DNQ |     |     |     |     | Ret |     |     |     |     |     |     |     | 0       |
| NC   | Alan Jones         |     |     |     |     |     |     |     |     |     |     |     | Ret |     | Ret | DNS | Ret | 0       |
| NC   | Mauro Baldi        | Ret | Ret | Ret |     |     |     |     |     |     |     |     |     |     |     |     |     | 0       |
| NC   | Christian Danner   |     |     |     |     |     |     |     |     |     |     |     |     | Ret | Ret |     |     | 0       |
| NC   | Kenny Acheson      |     |     |     |     |     |     |     |     |     | Ret | DNQ | Ret |     |     |     |     | 0       |
| Pos. | Piloto             | BRA | POR | SMR | MON | CAN | USE | FRA | GBR | GER | AUT | NED | ITA | BEL | EUR | RSA | AUS | Puntos  |

| Color      | Resultado                          |
| ---------- | ---------------------------------- |
| Oro        | Ganador                            |
| Plata      | 2.º puesto                         |
| Bronce     | 3.er puesto                        |
| Verde      | Finalizó en los puntos             |
| Azul       | Finalizó sin puntos                |
| Azul       | NC - No clasificado                |
| Violeta    | Ret - No terminó                   |
| Rojo       | DNQ - No se clasificó              |
| Rojo       | DNPQ - No se preclasificó          |
| Negro      | DSQ - Descalificado                |
| Blanco     | DNS - No empezó                    |
| Blanco     | WD - Retirado                      |
| Blanco     | C - Carrera cancelada              |
| Azul claro | TD - Entrenamientos libres (2003-) |
| Sin color  | DNP - Inscrito, pero no participó  |
| Sin color  | INJ - Inscrito, pero lesionado     |
| Sin color  | EX - Excluido                      |

| Estado  | Resultado                                                                             |
| ------- | ------------------------------------------------------------------------------------- |
| Negrita | Pole position                                                                         |
| Cursiva | Vuelta rápida                                                                         |
| 1-8     | Posiciones puntuables de clasificación sprint (2021-)                                 |
| †       | No acabó el Gran Premio, pero fue clasificado ya que completó el porcentaje necesario |
| ‡       | Monoplaza compartido                                                                  |
| ~       | Se otorgó la mitad de puntos ya que no se cumplió con el 75% de la carrera            |
| ≠       | No obtuvo puntos ya que era piloto invitado                                           |
| F2      | Inscrito para carrera de Fórmula 2, no sumaba puntos                                  |

### Estadísticas del Campeonato de Pilotos
| Pos. | Piloto             | N.º | Puntos  | Victorias | Podios | Poles |
| ---- | ------------------ | --- | ------- | --------- | ------ | ----- |
| 1    | Alain Prost        | 2   | 73 (76) | 5         | 11     | 2     |
| 2    | Michele Alboreto   | 27  | 53      | 2         | 8      | 1     |
| 3    | Keke Rosberg       | 6   | 40      | 2         | 5      | 2     |
| 4    | Ayrton Senna       | 12  | 38      | 2         | 6      | 7     |
| 5    | Elio de Angelis    | 11  | 33      | 1         | 3      | 1     |
| 6    | Nigel Mansell      | 5   | 31      | 2         | 3      | 1     |
| 7    | Stefan Johansson   | 28  | 26      |           | 2      |       |
| 8    | Nelson Piquet      | 7   | 21      | 1         | 2      | 1     |
| 9    | Jacques Laffite    | 26  | 16      |           | 3      |       |
| 10   | Niki Lauda         | 1   | 14      | 1         | 1      |       |
| 11   | Patrick Tambay     | 15  | 11      |           | 2      |       |
| 12   | Thierry Boutsen    | 18  | 11      |           | 1      |       |
| 13   | Derek Warwick      | 16  | 5       |           |        |       |
| 14   | Marc Surer         | 8   | 5       |           |        |       |
| 15   | Philippe Streiff   | 25  | 4       |           | 1      |       |
| 16   | Stefan Bellof      | 4   | 4       |           |        |       |
| 17   | René Arnoux        | 28  | 3       |           |        |       |
| 18   | Gerhard Berger     | 17  | 3       |           |        |       |
| 19   | Andrea de Cesaris  | 25  | 3       |           |        |       |
| 20   | Ivan Capelli       | 4   | 3       |           |        |       |
| NC   | Philippe Alliot    | 9   |         |           |        |       |
| NC   | Teo Fabi           | 19  |         |           |        | 1     |
| NC   | Alan Jones         | 33  |         |           |        |       |
| NC   | Riccardo Patrese   | 22  |         |           |        |       |
| NC   | Christian Danner   | 30  |         |           |        |       |
| NC   | Pierluigi Martini  | 29  |         |           |        |       |
| NC   | Huub Rothengatter  | 24  |         |           |        |       |
| NC   | Eddie Cheever      | 23  |         |           |        |       |
| NC   | Manfred Winkelhock | 9   |         |           |        |       |
| NC   | François Hesnault  | 14  |         |           |        |       |
| NC   | John Watson        | 1   |         |           |        |       |
| NC   | Jonathan Palmer    | 30  |         |           |        |       |
| NC   | Kenny Acheson      | 10  |         |           |        |       |
| NC   | Mauro Baldi        | 21  |         |           |        |       |
| NC   | Martin Brundle     | 3   |         |           |        |       |
| NC   | Piercarlo Ghinzani | 20  |         |           |        |       |

### Campeonato de Constructores
| Pos. | Constructor            | N.º | BRA | POR | SMR | MON | CAN | USE | FRA | GBR | GER | AUT | NED | ITA | BEL | EUR | RSA | AUS | Puntos |
| ---- | ---------------------- | --- | --- | --- | --- | --- | --- | --- | --- | --- | --- | --- | --- | --- | --- | --- | --- | --- | ------ |
| 1    | McLaren-TAG            | 1   | Ret | Ret | 4   | Ret | Ret | Ret | Ret | Ret | 5   | Ret | 1   | Ret | DNS | 7   | Ret | Ret | 90     |
| 1    | McLaren-TAG            | 2   | 1   | Ret | DSQ | 1   | 3   | Ret | 3   | 1   | 2   | 1   | 2   | 1   | 3   | 4   | 3   | Ret | 90     |
| 2    | Ferrari                | 27  | 2   | 2   | Ret | 2   | 1   | 3   | Ret | 2   | 1   | 3   | 4   | 13  | Ret | Ret | Ret | Ret | 82     |
| 2    | Ferrari                | 28  | 4   | 8   | 6   | Ret | 2   | 2   | 4   | Ret | 9   | 4   | Ret | 5   | Ret | Ret | 4   | 5   | 82     |
| 3    | Williams-Honda         | 5   | Ret | 5   | 5   | 7   | 6   | Ret | DNS | Ret | 6   | Ret | 6   | 11  | 2   | 1   | 1   | Ret | 71     |
| 3    | Williams-Honda         | 6   | Ret | Ret | Ret | 8   | 4   | 1   | 2   | Ret | 12  | Ret | Ret | Ret | 4   | 3   | 2   | 1   | 71     |
| 4    | Lotus-Renault          | 11  | 3   | 4   | 1   | 3   | 5   | 5   | 5   | NC  | Ret | 5   | 5   | 6   | Ret | 5   | Ret | DSQ | 71     |
| 4    | Lotus-Renault          | 12  | Ret | 1   | 7   | Ret | 16  | Ret | Ret | 10  | Ret | 2   | 3   | 3   | 1   | 2   | Ret | Ret | 71     |
| 5    | Brabham-BMW            | 7   | Ret | Ret | 8   | Ret | Ret | 6   | 1   | 4   | Ret | Ret | 8   | 2   | 5   | Ret | Ret | Ret | 26     |
| 5    | Brabham-BMW            | 8   | Ret | Ret | Ret | DNQ | 15  | 8   | 8   | 6   | Ret | 6   | 10  | 4   | 8   | 13  | Ret | Ret | 26     |
| 6    | Ligier-Renault         | 25  | Ret | Ret | Ret | 4   | 14  | 10  | Ret | Ret | Ret | Ret | Ret | 10  | 9   | 8   |     | 3   | 23     |
| 6    | Ligier-Renault         | 26  | 6   | Ret | Ret | 6   | 8   | 12  | Ret | 3   | 3   | Ret | Ret | Ret | 11  | Ret |     | 2   | 23     |
| 7    | Renault                | 14  |     |     |     |     |     |     |     |     | Ret |     |     |     |     |     |     |     | 16     |
| 7    | Renault                | 15  | 5   | 3   | 3   | Ret | 7   | Ret | 6   | Ret | Ret | 10  | Ret | 7   | Ret | 12  |     | Ret | 16     |
| 7    | Renault                | 16  | 10  | 7   | 10  | 5   | Ret | Ret | 7   | 5   | Ret | Ret | Ret | Ret | 6   | Ret |     | Ret | 16     |
| 8    | Arrows-BMW             | 17  | Ret | Ret | Ret | Ret | 13  | 11  | Ret | 8   | 7   | Ret | 9   | Ret | 7   | 10  | 5   | 6   | 14     |
| 8    | Arrows-BMW             | 18  | 11  | Ret | 2   | 9   | 9   | 7   | 9   | Ret | 4   | 8   | Ret | 9   | 10  | 6   | 6   | Ret | 14     |
| 9    | Tyrrell-Ford           | 3   | 8   | Ret | 9   | 10  | 12  | Ret |     |     |     |     |     |     |     |     |     |     | 4      |
| 9    | Tyrrell-Ford           | 4   | 7   | 6   | Ret | DNQ | 11  | 4   | 13  | 11  | 10  | DNQ |     |     |     |     |     |     | 4      |
| 10   | Tyrrell-Renault        | 3   |     |     |     |     |     |     | Ret | 7   | 8   | 7   | 7   | 8   | 13  | Ret | 7   | Ret | 3      |
| 10   | Tyrrell-Renault        | 4   |     |     |     |     |     |     |     |     |     |     | Ret |     |     | Ret | Ret | 4   | 3      |
| NC   | Osella-Alfa Romeo      | 24  | 12  | 9   | NC  | DNQ | Ret | Ret | 15  | Ret | Ret | 9   | NC  | Ret | NC  | DNQ | Ret | 7   | 0      |
| NC   | Minardi-Motori Moderni | 29  |     |     | Ret | DNQ | Ret | Ret | Ret | Ret | 11  | Ret | Ret | Ret | 12  | Ret | Ret | 8   | 0      |
| NC   | Alfa Romeo             | 22  | Ret | Ret | Ret | Ret | 10  | Ret | 11  | 9   | Ret | Ret | Ret | Ret | Ret | 9   | Ret | Ret | 0      |
| NC   | Alfa Romeo             | 23  | Ret | Ret | Ret | Ret | 17  | 9   | 10  | Ret | Ret | Ret | Ret | Ret | Ret | 11  | Ret | Ret | 0      |
| NC   | RAM-Hart               | 9   | 13  | NC  | Ret | DNQ | Ret | Ret | 12  | Ret | Ret | Ret | Ret | Ret | Ret | Ret |     |     | 0      |
| NC   | RAM-Hart               | 10  | 9   | Ret | Ret | DNQ | Ret | Ret | Ret | Ret | Ret | Ret | DNQ | Ret | WD  |     |     |     | 0      |
| NC   | Zakspeed               | 30  |     | Ret | Ret | 11  |     |     | Ret | Ret | Ret | Ret | Ret |     | Ret | Ret |     |     | 0      |
| NC   | Toleman-Hart           | 19  |     |     |     | Ret | Ret | Ret | 14  | Ret | Ret | Ret | Ret | 12  | Ret | Ret | Ret | Ret | 0      |
| NC   | Toleman-Hart           | 20  |     |     |     |     |     |     |     |     |     | DNS | Ret | DNS | Ret | Ret | Ret | Ret | 0      |
| NC   | Minardi-Ford           | 29  | Ret | Ret |     |     |     |     |     |     |     |     |     |     |     |     |     |     | 0      |
| NC   | Spirit-Hart            | 21  | Ret | Ret | Ret |     |     |     |     |     |     |     |     |     |     |     |     |     | 0      |
| NC   | Lola-Hart              | 33  |     |     |     |     |     |     |     |     |     |     |     | Ret |     | Ret | DNS | Ret | 0      |
| Pos. | Constructor            | N.º | BRA | POR | SMR | MON | CAN | USE | FRA | GBR | GER | AUT | NED | ITA | BEL | EUR | RSA | AUS | Puntos |

| Color      | Resultado                          |
| ---------- | ---------------------------------- |
| Oro        | Ganador                            |
| Plata      | 2.º puesto                         |
| Bronce     | 3.er puesto                        |
| Verde      | Finalizó en los puntos             |
| Azul       | Finalizó sin puntos                |
| Azul       | NC - No clasificado                |
| Violeta    | Ret - No terminó                   |
| Rojo       | DNQ - No se clasificó              |
| Rojo       | DNPQ - No se preclasificó          |
| Negro      | DSQ - Descalificado                |
| Blanco     | DNS - No empezó                    |
| Blanco     | WD - Retirado                      |
| Blanco     | C - Carrera cancelada              |
| Azul claro | TD - Entrenamientos libres (2003-) |
| Sin color  | DNP - Inscrito, pero no participó  |
| Sin color  | INJ - Inscrito, pero lesionado     |
| Sin color  | EX - Excluido                      |

| Estado  | Resultado                                                                             |
| ------- | ------------------------------------------------------------------------------------- |
| Negrita | Pole position                                                                         |
| Cursiva | Vuelta rápida                                                                         |
| 1-8     | Posiciones puntuables de clasificación sprint (2021-)                                 |
| †       | No acabó el Gran Premio, pero fue clasificado ya que completó el porcentaje necesario |
| ‡       | Monoplaza compartido                                                                  |
| ~       | Se otorgó la mitad de puntos ya que no se cumplió con el 75% de la carrera            |
| ≠       | No obtuvo puntos ya que era piloto invitado                                           |
| F2      | Inscrito para carrera de Fórmula 2, no sumaba puntos                                  |

### Estadísticas del Campeonato de Constructores
| Pos. | Constructor            | Puntos | Victorias | Podios | Poles |
| ---- | ---------------------- | ------ | --------- | ------ | ----- |
| 1    | McLaren-TAG            | 90     | 6         | 12     | 2     |
| 2    | Ferrari                | 82     | 2         | 10     | 1     |
| 3    | Williams-Honda         | 71     | 4         | 8      | 3     |
| 4    | Lotus-Renault          | 71     | 3         | 9      | 8     |
| 5    | Brabham-BMW            | 26     | 1         | 2      | 1     |
| 6    | Ligier-Renault         | 23     |           | 4      |       |
| 7    | Renault                | 16     |           | 2      |       |
| 8    | Arrows-BMW             | 14     |           | 1      |       |
| 9    | Tyrrell-Ford           | 4      |           |        |       |
| 10   | Tyrrell-Renault        | 3      |           |        |       |
| NC   | Minardi-Motori Moderni |        |           |        |       |
| NC   | Alfa Romeo             |        |           |        |       |
| NC   | RAM-Hart               |        |           |        |       |
| NC   | Osella-Alfa Romeo      |        |           |        |       |
| NC   | Toleman-Hart           |        |           |        |       |
| NC   | Spirit-Hart            |        |           |        |       |
| NC   | Lola-Hart              |        |           |        |       |
| NC   | Toleman-Hart           |        |           |        | 1     |
| NC   | Minardi-Ford           |        |           |        |       |
| NC   | Zakspeed               |        |           |        |       |